# Qatar Stars League 2022-23
La Qatar Stars League 2022-23 fue la edición número 50 de la Qatar Stars League, la máxima categoría del fútbol de Catar. La temporada comenzó el 1 de agosto de 2022 y terminó el 9 de mayo de 2023.
El Al-Sadd partió como campeón defensor, luego de obtener su decimosexto título. Al-Duhail fue el campeón de este torneo logrando su octavo título.

## Equipos participantes
El club Al-Markhiya fue promovido de la Segunda División de Catar 2021-22. Sustituyó al club Al-Khor.

### Ciudades y estadios

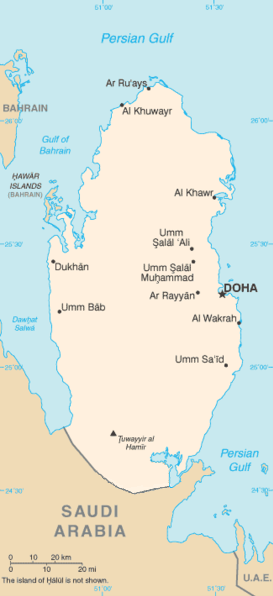
Catar

| Equipo         | Ciudad             | Estadio               | Capacidad |
| -------------- | ------------------ | --------------------- | --------- |
| Al-Ahli Doha   | Doha               | Hamad bin Khalifa     | 12 000    |
| Al-Arabi SC    | Doha               | Grand Hamad           | 13 000    |
| Al-Duhail SC   | Doha               | Abdullah Bin Khalifa  | 9 000     |
| Al-Gharafa SC  | Doha               | Thani bin Jassim      | 25 000    |
| Al-Markhiya SC | Doha               | Varios                |           |
| Al-Rayyan SC   | Rayán              | Áhmad bin Ali         | 45 032    |
| Al-Sadd SC     | Rayán              | Jassim bin Hamad      | 15 000    |
| Al-Sailiya SC  | Doha               | Hamad bin Khalifa     | 12 000    |
| Al-Shamal SC   | Madinat ash Shamal | Varios                |           |
| Al-Wakrah SC   | Al Wakrah          | Saoud bin Abdulrahman | 20 000    |
| Qatar SC       | Doha               | Suheim Bin Hamad      | 20 000    |
| Umm-Salal SC   | Umm Salal          | Thani bin Jassim      | 25 000    |

## Desarrollo

### Clasificación
| Pos. | Equipo         | Pts. | PJ | G  | E | P  | GF | GC | Dif. | Clasificación 2023-24                  |
| ---- | -------------- | ---- | -- | -- | - | -- | -- | -- | ---- | -------------------------------------- |
| 1    | Al-Duhail (C)  | 51   | 22 | 16 | 3 | 3  | 50 | 26 | +24  | Fase de grupos de la Liga de Campeones |
| 2    | Al-Arabi       | 49   | 22 | 16 | 1 | 5  | 43 | 23 | +20  | Play-offs de la Liga de Campeones      |
| 3    | Al-Sadd        | 44   | 22 | 14 | 2 | 6  | 46 | 26 | +20  |                                        |
| 4    | Al-Wakrah      | 39   | 22 | 11 | 6 | 5  | 44 | 24 | +20  |                                        |
| 5    | Qatar S. C.    | 36   | 22 | 11 | 3 | 8  | 28 | 30 | −2   |                                        |
| 6    | Al-Gharafa     | 32   | 22 | 9  | 5 | 8  | 32 | 38 | −6   |                                        |
| 7    | Al-Ahli        | 24   | 22 | 6  | 6 | 10 | 33 | 46 | −13  |                                        |
| 8    | Al-Markhiya    | 24   | 22 | 7  | 3 | 12 | 30 | 37 | −7   |                                        |
| 9    | Al-Rayyan      | 20   | 22 | 5  | 5 | 12 | 29 | 33 | −4   |                                        |
| 10   | Umm-Salal      | 18   | 22 | 3  | 9 | 10 | 18 | 34 | −16  |                                        |
| 11   | Al-Shamal (O)  | 18   | 22 | 5  | 3 | 14 | 22 | 41 | −19  | Play-off de descenso                   |
| 12   | Al-Sailiya (D) | 16   | 22 | 4  | 4 | 14 | 28 | 45 | −17  | Segunda División                       |

 Fuente: Soccerway
Notas:
1. ↑  Campeón de la Copa del Emir de Catar 2023.
2. 1 2  Puntos en partidos directos: Al-Ahli 4, Al-Markhiya 1.
3. 1 2  Puntos en partidos directos: Umm-Salal 4, Al-Shamal 1.

### Resultados
| Local \ Visitante | AHL | ARA | DUH | GHA | MAR | RAY | SAD | SAI | SHA | WAK | QAT | UMM |
| ----------------- | --- | --- | --- | --- | --- | --- | --- | --- | --- | --- | --- | --- |
| Al-Ahli           | —   | 1–2 | 1–1 | 3–3 | 1–0 | 0–4 | 2–1 | 0–4 | 0–1 | 2–2 | 1–2 | 3–1 |
| Al-Arabi          | 4–3 | —   | 0–3 | 3–0 | 2–0 | 2–1 | 0–2 | 4–1 | 1–0 | 1–2 | 2–0 | 2–0 |
| Al-Duhail         | 2–1 | 3–1 | —   | 3–0 | 3–1 | 2–1 | 1–3 | 1–1 | 5–2 | 2–4 | 3–0 | 3–1 |
| Al-Gharafa        | 1–1 | 0–1 | 2–0 | —   | 2–1 | 2–2 | 1–3 | 2–1 | 3–2 | 1–1 | 0–1 | 2–2 |
| Al-Markhiya       | 2–2 | 0–2 | 0–1 | 0–1 | —   | 2–3 | 4–3 | 1–3 | 2–1 | 0–4 | 4–0 | 2–3 |
| Al-Rayyan         | 1–2 | 0–3 | 3–4 | 4–1 | 1–2 | —   | 1–2 | 2–0 | 0–1 | 1–1 | 0–1 | 1–1 |
| Al-Sadd           | 3–2 | 1–2 | 2–2 | 1–2 | 1–0 | 2–0 | —   | 4–0 | 1–2 | 4–2 | 2–0 | 2–0 |
| Al-Sailiya        | 1–2 | 1–5 | 1–3 | 1–2 | 1–3 | 2–2 | 1–2 | —   | 2–1 | 0–1 | 1–2 | 1–1 |
| Al-Shamal         | 2–2 | 0–1 | 0–2 | 2–1 | 1–3 | 1–2 | 1–3 | 0–5 | —   | 0–0 | 3–0 | 0–1 |
| Al-Wakrah         | 5–2 | 1–2 | 0–1 | 0–4 | 0–0 | 1–0 | 2–1 | 5–0 | 5–1 | —   | 1–2 | 4–0 |
| Qatar S. C.       | 2–0 | 3–2 | 1–3 | 5–0 | 1–1 | 1–0 | 0–2 | 1–1 | 1–0 | 0–3 | —   | 4–1 |
| Umm-Salal         | 0–1 | 1–1 | 1–2 | 1–2 | 1–2 | 0–0 | 1–1 | 1–0 | 1–1 | 0–0 | 0–0 | —   |

## Play-off de descenso
El penúltimo lugar de este torneo, Al-Shamal, jugó contra el subcampeón de la Segunda División 2022-23, Al-Khor. El partido se disputó el 14 de mayo de 2023.
| Equipo 1  | Resultado | Equipo 2 |
| --------- | --------- | -------- |
| Al-Shamal | 2–1       | Al-Khor  |

## Goleadores
| Pos. | Jugador             | Equipo    | Goles |
| ---- | ------------------- | --------- | ----- |
| 1    | Michael Olunga      | Al-Duhail | 14    |
| 2    | Omar Al Soma        | Al-Arabi  | 13    |
| 2    | Jacinto Muondo Dala | Al-Wakrah | 13    |
| 4    | Youssef Msakni      | Al-Arabi  | 11    |
| 5    | Yohan Boli          | Al-Rayyan | 10    |